# Parafia św. Jana Nepomucena w Godziszewie
Parafia św. Jana Nepomucena – parafia rzymskokatolicka we wsi Godziszewo, należąca do dekanatu Skarszewy diecezji pelplińskiej metropolii gdańskiej. Proboszczem parafii jest ks. Rafał Zientara.
Na obszarze parafii leżą miejscowości: Boroszewo, Gołębiewko, Damaszka, Janin, Marianka, Mirowo, Nowe Gołębiewko, Obozin, Rościszewo, Siwiałka i Trzcińsk.